# Sanolo
Sanolo is een bestuurslaag in het regentschap Bima van de provincie West-Nusa Tenggara, Indonesië. Sanolo telt 3241 inwoners (volkstelling 2010).